# Lijst van rijksmonumenten in Bussum
De plaats Bussum telt 57 inschrijvingen in het rijksmonumentenregister. Hieronder een overzicht.
| Object                                                                                | Oorspronkelijke functie?  | Bouwjaar  | Architect                        | Locatie                               | Coördinaten?                  | Nr.?   | Afbeelding                                                                    |
| ------------------------------------------------------------------------------------- | ------------------------- | --------- | -------------------------------- | ------------------------------------- | ----------------------------- | ------ | ----------------------------------------------------------------------------- |
| Sint-Vituskerk                                                                        | Kerk en kerkonderdeel     | 1884      | Pierre Cuypers                   | Brinklaan 115                         | 52° 16' 21" NB, 5° 9' 48" OL  | 11460  | Meer afbeeldingen                                                             |
| Woonhuis behorende tot het complex Hof van Eeden (Walden)                             | Woonhuis                  | 1899      | Willem Cornelis Bauer            | Franse Kampweg 22                     | 52° 15' 40" NB, 5° 8' 33" OL  | 513206 | Woonhuis behorende tot het complex Hof van Eeden (Walden)                     |
| Hut behorende tot het complex Hof van Eeden                                           | Handel en kantoor         | ca. 1898  | Willem Cornelis Bauer            | Franse Kampweg bij 22                 | 52° 15' 40" NB, 5° 8' 33" OL  | 513207 | Hut behorende tot het complex Hof van Eeden                                   |
| Algemene Begraafplaats: Baarhuisje                                                    | Begraafplaats en -onderdl | 1850      |                                  | Amersfoortsestraatweg                 | 52° 16' 55" NB, 5° 10' 46" OL | 513209 | Meer afbeeldingen                                                             |
| Algemene Begraafplaats: Begraafplaatshek                                              | Begraafplaats en -onderdl | 1830      |                                  | Amersfoortsestraatweg hoek Brediusweg | 52° 16' 55" NB, 5° 10' 46" OL | 513210 | Meer afbeeldingen                                                             |
| Algemene Begraafplaats: Grafmonument voor oud-burgemeester Gerhardus Cornelius Fabius | Begraafplaats en -onderdl | 1887      |                                  | Amersfoortsestraatweg                 | 52° 16' 55" NB, 5° 10' 46" OL | 513211 | Meer afbeeldingen                                                             |
| Algemene Begraafplaats: Familiegrafmonument voor de familie De Roeper                 | Begraafplaats en -onderdl | 1887      |                                  | Amersfoortsestraatweg                 | 52° 16' 55" NB, 5° 10' 46" OL | 513212 | Meer afbeeldingen                                                             |
| Algemene Begraafplaats: Grafmonument voor de familie Dudok van Heel                   | Begraafplaats en -onderdl | 1865      |                                  | Amersfoortsestraatweg                 | 52° 16' 55" NB, 5° 10' 46" OL | 513213 | Meer afbeeldingen                                                             |
| Algemene Begraafplaats: Grafmonument voor J. Mammen                                   | Begraafplaats en -onderdl | 1922      |                                  | Amersfoortsestraatweg                 | 52° 16' 55" NB, 5° 10' 46" OL | 513214 | Meer afbeeldingen                                                             |
| Algemene Begraafplaats: IJzeren grafhek                                               | Begraafplaats en -onderdl | ca. 1900  |                                  | Amersfoortsestraatweg                 | 52° 16' 55" NB, 5° 10' 46" OL | 513215 | Meer afbeeldingen                                                             |
| Algemene Begraafplaats: IJzeren grafhek                                               | Begraafplaats en -onderdl | ca. 1900  |                                  | Amersfoortsestraatweg                 | 52° 16' 55" NB, 5° 10' 46" OL | 513216 | Meer afbeeldingen                                                             |
| Algemene Begraafplaats: IJzeren grafhek                                               | Begraafplaats en -onderdl | ca. 1900  |                                  | Amersfoortsestraatweg                 | 52° 16' 55" NB, 5° 10' 46" OL | 513217 | Meer afbeeldingen                                                             |
| Algemene Begraafplaats: Grafmonument voor oud-burgemeester B.J.R. van Hasselt         | Begraafplaats en -onderdl | ca. 1860  |                                  | Amersfoortsestraatweg                 | 52° 16' 55" NB, 5° 10' 46" OL | 513218 | Algemene Begraafplaats: Grafmonument voor oud-burgemeester B.J.R. van Hasselt |
| Joodse begraafplaats: Baarhuisje                                                      | Begraafplaats en -onderdl | 1850      |                                  | Amersfoortsestraatweg                 | 52° 16' 55" NB, 5° 10' 43" OL | 513220 | Meer afbeeldingen                                                             |
| Joodse begraafplaats: Begraafplaatshek                                                | Begraafplaats en -onderdl | 1830      |                                  | Amersfoortsestraatweg                 | 52° 16' 55" NB, 5° 10' 43" OL | 513221 | Meer afbeeldingen                                                             |
| Joodse begraafplaats: Puntvormig houten grafmonument                                  | Begraafplaats en -onderdl | 1850      |                                  | Amersfoortsestraatweg                 | 52° 16' 55" NB, 5° 10' 43" OL | 513222 | Meer afbeeldingen                                                             |
| Joodse begraafplaats: Staand houten grafmonument                                      | Begraafplaats en -onderdl | 1850-1900 |                                  | Amersfoortsestraatweg                 | 52° 16' 55" NB, 5° 10' 43" OL | 513223 | Meer afbeeldingen                                                             |
| Westelijke reeks van vier woonhuizen                                                  | Woonhuis                  | 1927      |                                  | Burgemeester s'Jacoblaan 15           | 52° 16' 49" NB, 5° 10' 24" OL | 513225 | Westelijke reeks van vier woonhuizen                                          |
| Oostelijke reeks van drie woonhuizen                                                  | Woonhuis                  | 1925      | N. Doornberg                     | Burgemeester s'Jacoblaan 19           | 52° 16' 50" NB, 5° 10' 27" OL | 513226 | Meer afbeeldingen                                                             |
| Villa Flora                                                                           | Woonhuis                  | 1875      |                                  | Lindelaan 11                          | 52° 16' 34" NB, 5° 9' 28" OL  | 513228 | Villa Flora                                                                   |
| Villa Flora: koetshuis                                                                | Bijgebouwen kastelen enz. | 1875      |                                  | Lindelaan bij 11                      | 52° 16' 34" NB, 5° 9' 28" OL  | 513229 | Villa Flora: koetshuis                                                        |
| Villa Flora: koetsierswachthuisjes                                                    | Transport                 | 1875      |                                  | Lindelaan bij 11                      | 52° 16' 34" NB, 5° 9' 28" OL  | 513230 | Upload foto                                                                   |
| Villa Tindal                                                                          | Woonhuis                  | ca. 1901  |                                  | Nieuwe 's-Gravelandseweg 21           | 52° 16' 31" NB, 5° 9' 18" OL  | 513232 | Villa Tindal                                                                  |
| Koetshuis bij Tindal                                                                  | Bijgebouwen kastelen enz. | ca. 1901  |                                  | H.J. Schimmellaan 2                   | 52° 16' 32" NB, 5° 9' 20" OL  | 513233 | Koetshuis bij Tindal                                                          |
| De Maerle (De Merel)                                                                  | Woonhuis                  | ca. 1899  | Willem Cornelis Bauer            | Nieuwe 's-Gravelandseweg 77           | 52° 15' 40" NB, 5° 8' 58" OL  | 513234 | Meer afbeeldingen                                                             |
| Huis Boschlust,Bakkerswoning Walden                                                   | Woonhuis                  | 1901      | Willem Cornelis Bauer            | Nieuwe 's-Gravelandseweg 88           | 52° 15' 42" NB, 5° 8' 55" OL  | 513235 | Meer afbeeldingen                                                             |
| Kerk Vrije Evangelische Gemeente met kosterswoning                                    | Kerkelijke dienstwoning   | 1930      | H.F. Sijmons                     | Oud Bussummerweg 70                   | 52° 16' 42" NB, 5° 10' 14" OL | 513236 | Meer afbeeldingen                                                             |
| De Lelie                                                                              | Woonhuis                  | 1898-1899 | Willem Cornelis Bauer            | Nieuwe 's-Gravelandseweg 86           | 52° 15' 43" NB, 5° 8' 53" OL  | 513237 | Upload foto                                                                   |
| O.L.V. van Altijddurende Bijstand (Mariakerk of Koepelkerk)                           | Kerk en kerkonderdeel     | 1921      | Jos Cuypers & Pierre Cuypers jr. | Brinklaan 40a                         | 52° 16' 37" NB, 5° 9' 41" OL  | 513238 | Meer afbeeldingen                                                             |
| Voormalige bibliotheek                                                                | Welzijn, kunst en cultuur | 1913      | Van der Goot en Kruisweg         | Generaal de la Reijlaan 12A           | 52° 16' 47" NB, 5° 9' 39" OL  | 513239 | Voormalige bibliotheek                                                        |
| Pension "Beerestein"                                                                  | Horeca                    | 1908      | Van der Goot                     | Beerensteinerlaan 73                  | 52° 16' 8" NB, 5° 9' 6" OL    | 513240 | Meer afbeeldingen                                                             |
| Villa Catalpa                                                                         | Woonhuis                  | 1930      | K. van den Berg                  | Gooilandseweg 1                       | 52° 16' 16" NB, 5° 9' 11" OL  | 513241 | Villa Catalpa                                                                 |
| Villa "Meentwijck"                                                                    | Woonhuis                  | ca. 1912  | K.P.C. de Bazel                  | Groot Hertoginnelaan 34A              | 52° 16' 29" NB, 5° 8' 38" OL  | 513242 | Meer afbeeldingen                                                             |
| Aan Den Koedijk                                                                       | Woonhuis                  | 1908      | L.H. Bours                       | Koedijklaan 2                         | 52° 16' 21" NB, 5° 9' 1" OL   | 513243 | Aan Den Koedijk                                                               |
| Villa, voormalig jockeyverblijf                                                       | Sport en recreatie        | 1875      | Cornelis Kruisweg                | Nieuwe 's-Gravelandseweg 90           | 52° 15' 40" NB, 5° 8' 37" OL  | 513244 | Upload foto                                                                   |
| Villa Gratia                                                                          | Woonhuis                  | 1878      |                                  | Koningslaan 2A                        | 52° 16' 46" NB, 5° 9' 17" OL  | 513245 | Meer afbeeldingen                                                             |
| Villa Wartburg                                                                        | Woonhuis                  | 1879      |                                  | Lindelaan 10                          | 52° 16' 36" NB, 5° 9' 30" OL  | 513246 | Villa Wartburg                                                                |
| Villa Wistaria                                                                        | Woonhuis                  | 1875-1900 |                                  | Lindelaan 57                          | 52° 16' 40" NB, 5° 9' 26" OL  | 513247 | Villa Wistaria                                                                |
| Villa Amalia                                                                          | Tuin, park en plantsoen   | ca. 1902  | G.J. Vos                         | Meerweg 7                             | 52° 16' 30" NB, 5° 9' 27" OL  | 513248 | Villa Amalia                                                                  |
| Villa Oud Holland                                                                     | Woonhuis                  | ca. 1903  | Cornelis Kruisweg                | Nieuwe 's-Gravelandseweg 9            | 52° 16' 39" NB, 5° 9' 24" OL  | 513249 | Villa Oud Holland                                                             |
| Villa                                                                                 | Woonhuis                  | 1934      | F.A. Eschauzier                  | Nieuwe 's-Gravelandseweg 26           | 52° 16' 36" NB, 5° 9' 12" OL  | 513250 | Villa                                                                         |
| Spieghelkerk                                                                          | Kerk en kerkonderdeel     | ca. 1924  | Theo Rueter                      | Nieuwe 's-Gravelandseweg 34           | 52° 16' 31" NB, 5° 9' 14" OL  | 513251 | Meer afbeeldingen                                                             |
| Villa "Vijverzicht"                                                                   | Woonhuis                  | ca. 1900  |                                  | Nieuwe 's-Gravelandseweg 60           | 52° 16' 11" NB, 5° 9' 3" OL   | 513252 | Villa "Vijverzicht"                                                           |
| Houten villa May Flower                                                               | Woonhuis                  | ca. 1900  |                                  | Oranjelaan 4                          | 52° 16' 42" NB, 5° 9' 8" OL   | 513253 | Houten villa May Flower                                                       |
| villa Bella Vista                                                                     | Woonhuis                  | 1875      | J.H. Werner                      | Parklaan 20 / Willemslaan 7           | 52° 16' 21" NB, 5° 9' 7" OL   | 513254 | Meer afbeeldingen                                                             |
| Landhuis "Op den akker"                                                               | Woonhuis                  | 1875-1899 |                                  | Parklaan 35                           | 52° 16' 36" NB, 5° 9' 7" OL   | 513255 | Landhuis "Op den akker"                                                       |
| Villa "Vreeburg"                                                                      | Woonhuis                  | 1903      | A. Jacot en W. Oldewelt          | Parklaan 37                           | 52° 16' 38" NB, 5° 9' 9" OL   | 513256 | Villa "Vreeburg"                                                              |
| Villa "IJhoek"                                                                        | Woonhuis                  | 1901      | W. Kromhout                      | Parklaan 39                           | 52° 16' 39" NB, 5° 9' 10" OL  | 513257 | Villa "IJhoek"                                                                |
| Begraafplaats                                                                         | Begraafplaats en -onderdl | 1830      |                                  | Bij Amersfoortsestraatweg 13          | 52° 16' 56" NB, 5° 10' 46" OL | 527225 | Meer afbeeldingen                                                             |
| Nieuwe Hollandse Waterlinie Cluster 10 Fort Werk 4: Fortaanleg met hoofdwal           | Fort, vesting en -onderdl |           |                                  | Dr. A. Kuyperlaan 1                   | 52° 16' 16" NB, 5° 10' 34" OL | 531387 | Meer afbeeldingen                                                             |
| Fort Werk 4: Gecreneleerde muur in de droge gracht                                    | Fort, vesting en -onderdl |           |                                  | Dr. A. Kuyperlaan 1                   | 52° 16' 16" NB, 5° 10' 34" OL | 531388 | Meer afbeeldingen                                                             |
| Fort Werk 4: Bomvrij wachtuis west                                                    | Fort, vesting en -onderdl |           |                                  | Dr. A. Kuyperlaan 1                   | 52° 16' 16" NB, 5° 10' 34" OL | 531389 | Meer afbeeldingen                                                             |
| Fort Werk 4: Bomvrij wachthuis oost                                                   | Fort, vesting en -onderdl |           |                                  | Dr. A. Kuyperlaan 1                   | 52° 16' 16" NB, 5° 10' 34" OL | 531390 | Meer afbeeldingen                                                             |
| Fort Werk 4: Poterne                                                                  | Fort, vesting en -onderdl |           |                                  | Dr. A. Kuyperlaan 1                   | 52° 16' 16" NB, 5° 10' 34" OL | 531391 | Meer afbeeldingen                                                             |
| Fort Werk 4: Artillerieloods                                                          | Fort, vesting en -onderdl |           |                                  | Dr. A. Kuyperlaan 1                   | 52° 16' 16" NB, 5° 10' 34" OL | 531392 | Meer afbeeldingen                                                             |
| Nieuwe Hollandse Waterlinie Cluster 11 Franse Kamp: schuilplaatsen type 1918 I        | Fort, vesting en -onderdl |           |                                  | Franse Kampweg                        | 52° 15' 28" NB, 5° 9' 10" OL  | 531403 | Meer afbeeldingen                                                             |
| Franse Kamp: schuilplaatsen type 1918 II                                              | Fort, vesting en -onderdl |           |                                  | Franse Kampweg                        | 52° 15' 28" NB, 5° 9' 10" OL  | 531404 | Meer afbeeldingen                                                             |